# The Album (Haddaway-album)
A The Album (Észak-Amerikában Haddaway, Franciaországban L'Album) címen megjelent debütáló stúdióalbum a trinidad-német származású Haddaway 1993 májusában megjelent stúdióalbuma, melyet a Coconut Records kiadó jelentetett meg. Az albumról 5 dal jelent meg kislemezen, melyből az első What Is Love című dal listavezető volt, és világszerte 500.000 példányt értékesítettek. Ezáltal a RIAA arany státuszát is elnyerte. Az album 2011 óta az iTunes áruházban valamint a Razor & Tie internetes oldalon is elérhető.

## Megjelenések
LP  Európa Logic Records – 74321 18320-1, BMG – 08-032486-20, Coconut – 74321 18320-1
- A1	What Is Love - 4:27
- A2	Life - 4:15
- A3	Yeah - 3:41
- A4	Come Back (Love Has Got A Hold On Me) - 3:57
- A5	I Miss You (Radio Edit) - 3:37
- A6	Stir It Up - 4:45
- B1	When The Feeling's Gone - 4:15
- B2	Sing About Love - 4:40
- B3	Mama's House - 4:03
- B4	Rock My Heart - 4:16
- B5	Tell Me Where It Hurts - 4:09
- B6	Shout - 4:33

CD (2nd edition)  Németország BMG 74321 18328 2
1. What Is Love - 4:27
2. Life (Radio Edit) - 4:15
3. Yeah - 3:41
4. Come Back (Love Has Got A Hold On Me) - 3:57
5. I Miss You (Radio Edit) - 3:37
6. What Is Love (Rapino Brothers Mix) - 3:48
7. Stir It Up - 4:45
8. When The Feeling's Gone - 4:15
9. Sing About Love - 4:48
10. Mama's House - 4:03
11. Rock My Heart - 4:16
12. Tell Me Where It Hurts - 4:09
13. Shout - 4:33
14. Life (Album Remix) - 4:44

## Slágerlisták
| Slágerlista (1993–94)         | Legjobbk helyezés |
| ----------------------------- | ----------------- |
| Australian Albums Chart       | 73                |
| Austrian Albums Chart         | 12                |
| Dutch Albums Chart            | 16                |
| Finnish Albums Chart          | 1                 |
| French Albums Chart           | 17                |
| German Albums Chart           | 5                 |
| Japanese Albums Chart         | 12                |
| Norwegian Albums Chart        | 5                 |
| Swedish Albums Chart          | 3                 |
| Swiss Albums Chart            | 2                 |
| UK Albums Chart               | 9                 |
| US Billboard 200 Albums Chart | 111               |